# Scincella gemmingeri
Espèce
Synonymes
- Oligosoma gemmingeri Cope, 1864
- Leiolopisma gemmingeri (Cope, 1864)

Statut de conservation UICN

 LC  : Préoccupation mineure
Scincella gemmingeri est une espèce de sauriens de la famille des Scincidae.

## Répartition

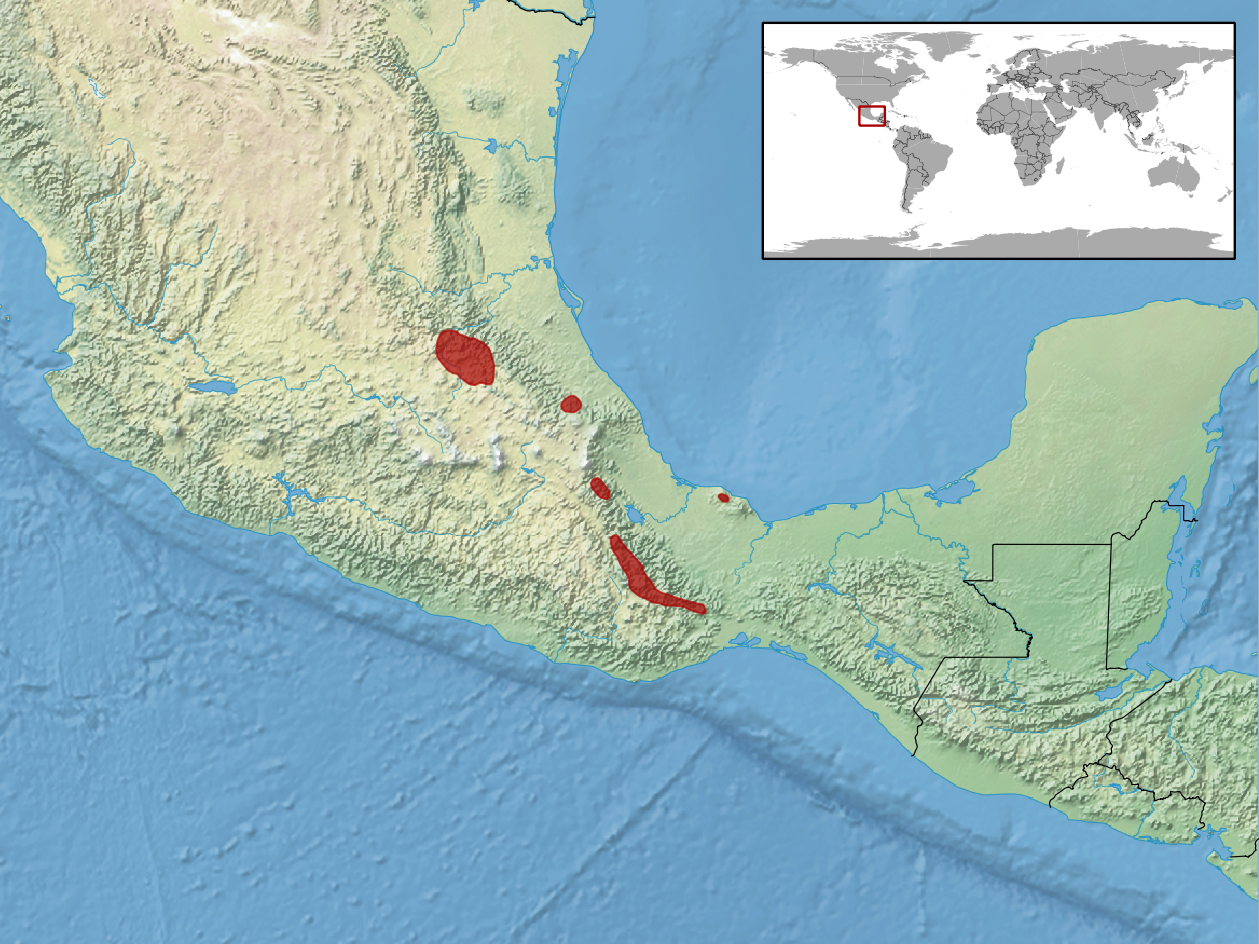
Répartition de l'espèce.

Cette espèce est endémique du Sud-Est du Mexique. Elle se rencontre dans les États d'Hidalgo, du Veracruz, d'Oaxaca, de Tabasco et de Puebla.

## Description
C'est un saurien ovovivipare.

## Étymologie
Cette espèce est nommée en l'honneur de Max Gemminger (1820–1887).

## Publication originale
- Cope, 1864 : Contributions to the herpetology of tropical America. Proceedings of the Academy of Natural Sciences of Philadelphia, vol. 16, p. 166-181 (texte intégral).